# Теремки

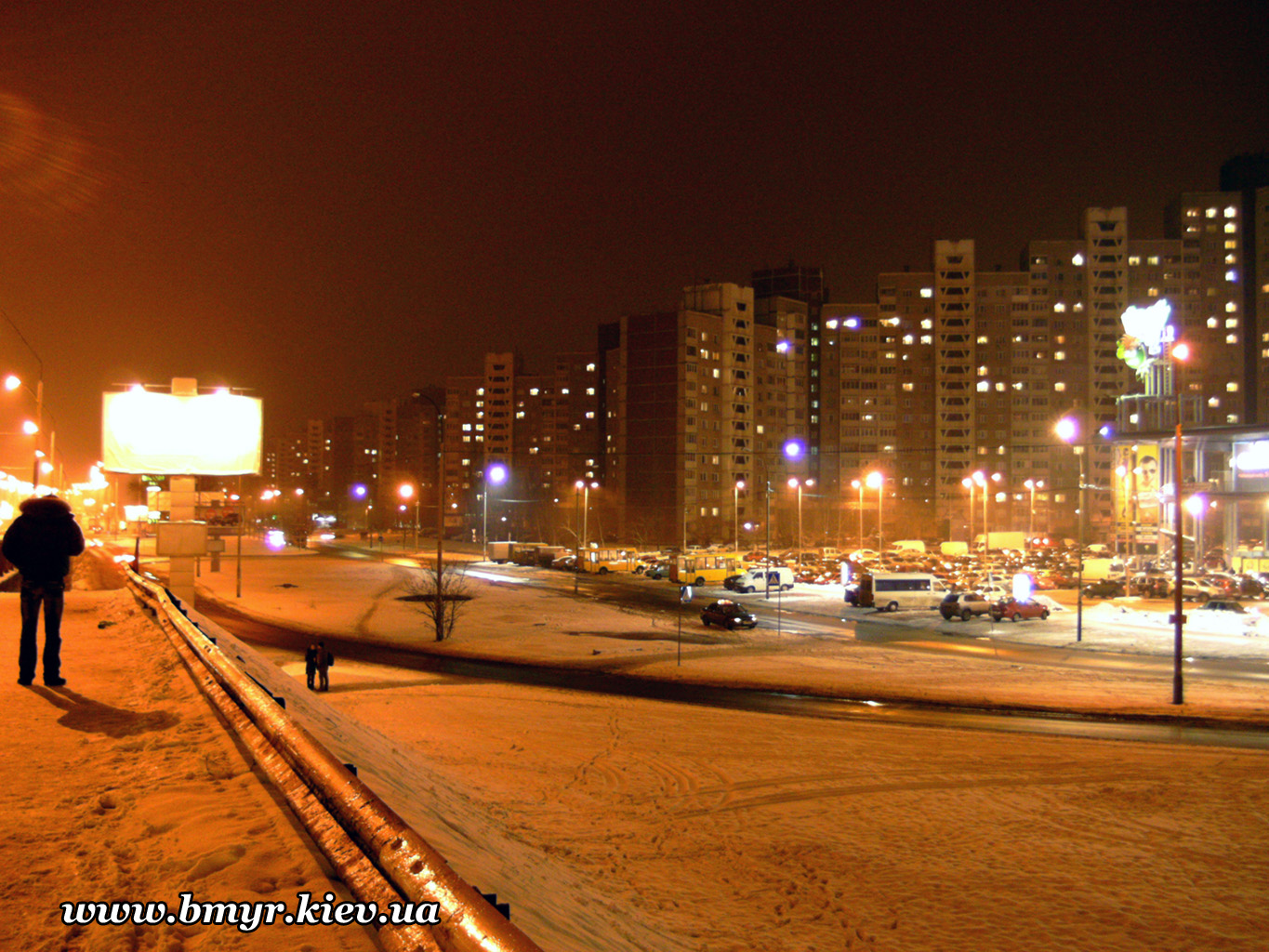
Ночной вид на Теремки-I

Теремки́ (укр. Теремки́) — историческая местность на территории Голосеевского района города Киева, жилой массив.

## Расположение
Теремки располагаются на юго-западной окраине Киева, между границей города, Голосеевом и Феофанией, включая районы ипподрома и Ледового стадиона. Разделяются они на: жилой массив Теремки-І (вдоль проспекта Академика Глушкова до Кибернетического центра и улицы Академика Заболотного); жилой массив Теремки-ІІ (между Кольцевой дорогой, Жулянами, озёрами в районе улицы академика Костычева и студгородком Киевского национального университета имени Тараса Шевченко); частную застройку ХХ ст. в районе улицы Чабанской за Кибернетическим центром.

## История
Местность была известна как владение Софийского монастыря, с 1867 года находилась в собственности городских властей Киева под названием Софийская дача. Нынешнее название местности дал хутор Теремки, застройка которого была выполнена в виде небольших домиков-теремков.
- Лаврентий Похилевич в «Сказание о населённых местностях Киевской губернии» (1864 год писал :

«Теремки хутор на 14-й версте от Киева по Васильковской почтовой дороге. В нём 17 хат и 126 душ обоего пола штатных служителей митрополичьего дома. Здесь же построен митрополитом Евгением очень удобный дом для летнего пребывания с домовой церковью во имя сошествия св. Духа, разведены сады, содержится в лесу пасека с 200 ульев, а также благоустроенное хозяйство. По описям митрополичьего дома здесь считалось в 1860 году волов 36, коров 12, рабочих лошадей 12, с достаточным числом плугов, возов, борон и прочих хозяйственных потребностей. Земли в соединении с Совской дачей, отведённой в 1848 году взамен отошедшей под кадетский корпус Шулявщины, числится 750 десятин. Земля по качеству своему принадлежит к самым лучшим в окрестностях Киева. По некоторым признакам должно заключить, что местность эта была обрабатываема очень давно. Уже в XVII столетии об ней упоминается, как принадлежности Киевских митрополитов. В Ипатиевской летописи под 1150 годом упоминается урочище под Киевом Теремец. Без сомнения — это нынешние Теремки».

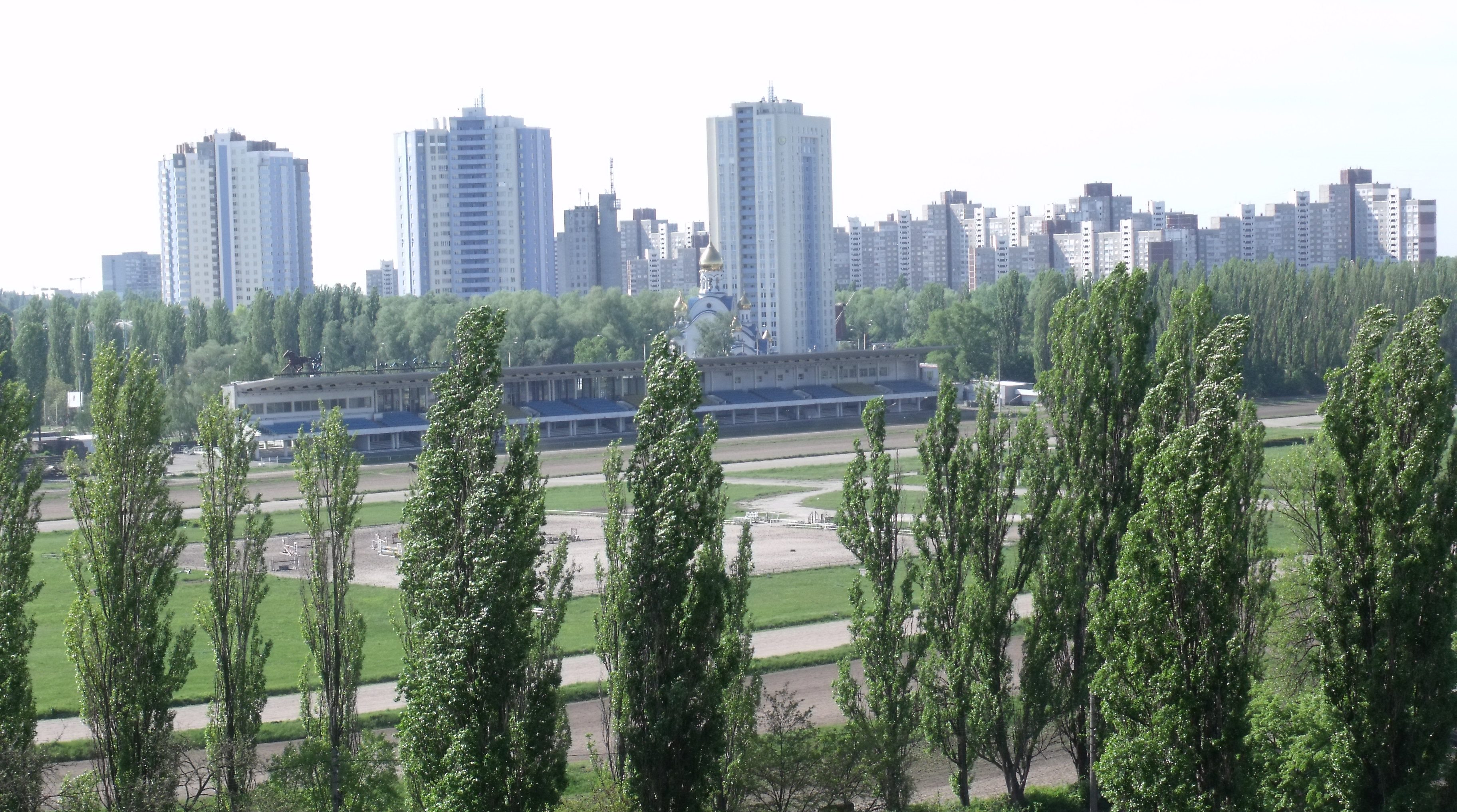
Центральный ипподром Украины, позади — храм Рождества Пресвятой Богородицы (УПЦ МП), построенный в 2014 году, и жилой массив Теремки-І (фото 2016 год)

Застройка современных жилых массивов началась из середины 1970-х годов (Теремки-І). С 1975 по 1990 годы шла застройка микрорайона Теремки-І вдоль ул. Теремковской. Теремки-ІІ застраивались с 1979 по 1981 год. Следующая очередь Теремков-І (часть массива со стороны улицы академика Заболотного) застраивалась с 1984 по 1990 годы. В местности расположены Центральный ипподром Украины (построенный в 1969 году), ледовый стадион (построенный в 1975 году), а также поблизости — Национальный Экспоцентр Украины (бывшая ВДНХ — Выставка достижений народного хозяйства, построенная в 1958 году).

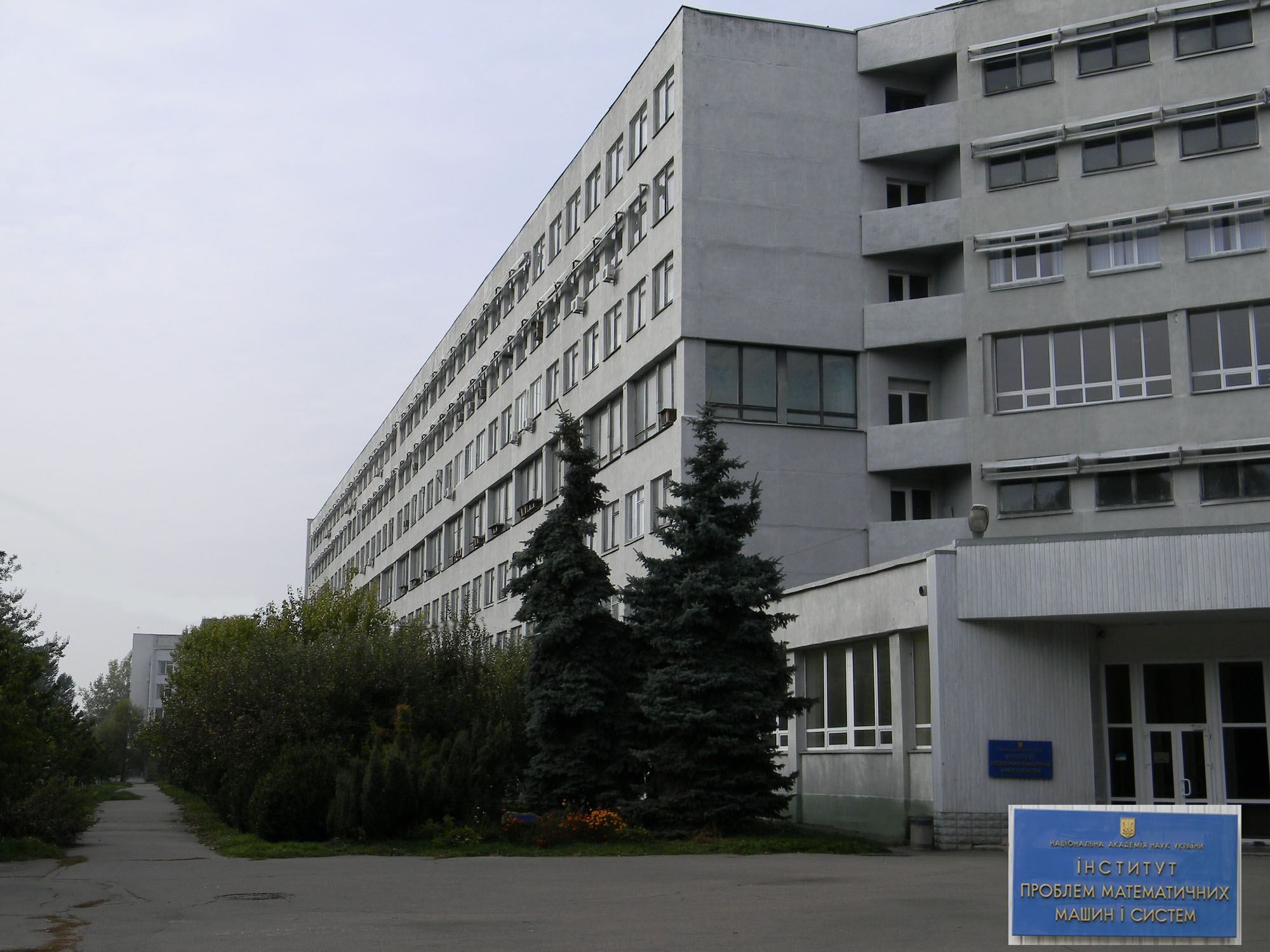
Институт проблем математических машин и систем НАН Украины, Кибцентр, Теремки-I

## Интересные факты
- Застройка Теремков (Теремки-І, Кибцентр) началась благодаря бурному развитию в начале 1970-х гг. Института кибернетики НАН Украины (во главе с академиком Глушковым В. М.), который перебазировался сюда с проспекта Науки. Первыми жителями массива стали сотрудники этого института — академики, доктора и кандидаты наук.
- К Теремкам-І примыкает небольшой лес — урочище Теремки, которое является отдельной частью Голосеевского национального природного парка (с 2007 г.), зоной урегулированной рекреации.